# 桑卡兰科伊尔
桑卡兰科伊尔（Sankarankoil），是印度泰米尔纳德邦Tirunelveli县的一个城镇。总人口53613（2001年）。

## 人口
该地2001年总人口53613人，其中男性26879人，女性26734人；0—6岁人口6084人，其中男3203人，女2881人；识字率68.38%，其中男性为76.97%，女性为59.74%。